# NGC 6156
NGC 6156 (również PGC 58536) – galaktyka spiralna z poprzeczką (SBc), znajdująca się w gwiazdozbiorze Trójkąta Południowego. Odkrył ją John Herschel 24 kwietnia 1835 roku.